# Mesorregión del Jaguaribe
La mesorregión del Jaguaribe es una de las siete  mesorregiones del estado brasileño del Ceará. Está formada por la unión de 21 municipios agrupados en cuatro  microrregiones. Las principales ciudades son: Limoeiro do Norte, Morada Nova, Russas, Aracati, Jaguaribe y Jaguaruana.

## Microrregiones
- Baixo Jaguaribe
- Litoral de Aracati
- Medio Jaguaribe
- Sierra del Pereiro

- Datos: Q2194098